# Carlos Bonet
Pour les articles homonymes, voir Bonet.
Carlos Bonet Cáceres, né le 2 octobre 1977 à Asuncion, est un footballeur paraguayen. Il joue au poste de milieu de terrain avec l'équipe du Paraguay et Club Libertad.

## Carrière

### En club
- 1995 - 1998: Club Sol de América -  Paraguay
- 1999 - 2002: Atlético de Rafaela -  Paraguay
- 2002 - 2007 : Club Libertad -  Paraguay
- 2007 - 2009 : CD Cruz Azul -  Mexique
- Depuis 2009 : Club Olimpia -  Paraguay

### En équipe nationale
Il a fait ses débuts internationaux le 26 mars 2002 contre l'équipe du Nigeria. Il a participé à la coupe du monde de football 2002.
Bonet participe à la coupe du monde 2006 avec l'équipe du Paraguay. Il fait partie des 23 joueurs paraguayens sélectionnés pour participer à la coupe du monde 2010.

## Statistiques

### En sélection nationale
| Saison                | Sélection             | Phases finales        | Phases finales | Phases finales | Phases finales | Éliminatoires CDM | Éliminatoires CDM | Éliminatoires CDM | Matchs amicaux | Matchs amicaux | Matchs amicaux | Total | Total | Total |
| Saison                | Sélection             | Compétition           | M              | B              | Pd             | M                 | B                 | Pd                | M              | B              | Pd             | M     | B     | Pd    |
| --------------------- | --------------------- | --------------------- | -------------- | -------------- | -------------- | ----------------- | ----------------- | ----------------- | -------------- | -------------- | -------------- | ----- | ----- | ----- |
| 2001-2002             | Paraguay              | Coupe du monde 2002   | 1              | 0              | 0              | -                 | -                 | -                 | 3              | 0              | 0              | 4     | 0     | 0     |
| 2002-2003             | Paraguay              | -                     | -              | -              | -              | -                 | -                 | -                 | 8              | 0              | 0              | 8     | 0     | 0     |
| 2003-2004             | Paraguay              | Copa América 2004     | -              | -              | -              | 5                 | 0                 | 1                 | 1              | 0              | 0              | 6     | 0     | 1     |
| 2004-2005             | Paraguay              | -                     | -              | -              | -              | 3                 | 0                 | 0                 | 3              | 0              | 0              | 6     | 0     | 0     |
| 2005-2006             | Paraguay              | Coupe du monde 2006   | 2              | 0              | 0              | 0                 | 0                 | 0                 | 5              | 1              | 0              | 7     | 1     | 0     |
| 2006-2007             | Paraguay              | Copa América 2007     | 3              | 0              | 1              | -                 | -                 | -                 | 7              | 0              | 0              | 10    | 0     | 1     |
| 2007-2008             | Paraguay              | -                     | -              | -              | -              | 3                 | 0                 | 0                 | 4              | 0              | 0              | 7     | 0     | 0     |
| 2008-2009             | Paraguay              | -                     | -              | -              | -              | 5                 | 0                 | 0                 | 2              | 0              | 0              | 7     | 0     | 0     |
| 2009-2010             | Paraguay              | Coupe du monde 2010   | 3              | 0              | 0              | 2                 | 0                 | 0                 | 7              | 0              | 0              | 12    | 0     | 0     |
| 2010-2011             | Paraguay              | Copa América 2011     | -              | -              | -              | -                 | -                 | -                 | 3              | 0              | 0              | 3     | 0     | 0     |
| 2011-2012             | Paraguay              | -                     | -              | -              | -              | 3                 | 0                 | 0                 | 3              | 0              | 0              | 6     | 0     | 0     |
| 2012-2013             | Paraguay              | -                     | -              | -              | -              | 1                 | 0                 | 0                 | 1              | 0              | 0              | 2     | 0     | 0     |
| 2013-2014             | Paraguay              | -                     | -              | -              | -              | 2                 | 0                 | 0                 | -              | -              | -              | 2     | 0     | 0     |
| Total sur la carrière | Total sur la carrière | Total sur la carrière | 9              | 0              | 1              | 24                | 0                 | 1                 | 47             | 1              | 0              | 80    | 1     | 2     |

## Palmarès
- 27 sélections et 1 but avec l'équipe du Paraguay (au 25 mai 2006)
- Champion du Paraguay en 2002 et 2003